# Домінік Молль
Домінік Молль (фр. Dominik Moll; нар. 7 травня 1962, Бюль, Німеччина) — французький кінорежисер та сценарист. Лауреат кінопремії «Сезар» 2001 року за найкращу режисерську роботу у фільмі «Гаррі — друг, який бажає вам добра» .

## Життєпис
Домінік Молль народився 7 травня 1962 року у місті Бюль, виріс у Баден-Бадені. Освіту здобу у паризькому Інституті кінематографічних досліджень (IDHEC, зараз La femis). Навчався у Нью-йоркському університеті.
Як режисер Домінік Молль дебютував у 1983 році короткометражною стрічкою за новелою Чарльза Буковскі «Ковдра» (англ. The Blanket). Свій перший повнометражний фільм «Інтимність» за власним сценарієм Молль поставив у 1994 році.
Другим повнометражним фільмом Молля стала стрічка 2000 року «Гаррі — друг, який бажає вам добра», за яку у 2001 році режисер став лауреатом премії «Сезар» у категорії «Найкращий режисер» та номінувався на «Золоту пальмову гілку» 53-го Міжнародного кінофестивалю в Каннах.
У 2005 році Домінік Молль зняв свій третій філь «Лемінг», в якій знялися Андре Дюссольє, Шарлотта Генсбур, Лоран Люка та Шарлотта Ремплінг. Фільм, який було відібрано для участі в конкурсній програмі 58-го Каннського кінофестивалю, відкривав його та змагався за отримання головної нагороди фестивалю — Золотої пальмової гілки.
У 2010 році на екрани вийшла драма «Чорні небеса», до якої Домінік Молль написав сценарій у співавторстві з режисером фільму Жилем Маршаном.
У 2011 році режисер адаптував для кіно готичний роман XVIII століття, написаний Метью Грегорі Льюїсом, поставивши однойменний фільм «Чернець» з Венсаном Касселем, Деборою Франсуа, Джеральдіною Чаплін та Сержі Лопесом у головних ролях.

## Фільмографія
Режисер та сценарист
| Рік  | Українська назва                   | Оригінальна назва                   | Примітки                              |
| ---- | ---------------------------------- | ----------------------------------- | ------------------------------------- |
| 1987 | Гінеколог та його секретарка       | Le gynecologue et sa secretaire     | короткометражний; режисер, сценарист  |
| 1994 | Інтимність                         | Intimite                            | режисер, сценарист                    |
| 2000 | Гаррі — друг, який бажає вам добра | Harry, un ami qui vous veut du bien | режисер, сценарист (з Жилем Маршаном) |
| 2005 | Лемінг                             | Lemming                             | режисер, сценарист                    |
| 2005 | Чорні небеса                       | L'autre monde                       | сценарист                             |
| 2011 | Чернець                            | Le moine                            | режисер, режисер                      |
| 2013 | Тунель                             | The Tunnel                          | серіал (Canal+); режисер              |
| 2016 | Новини з планети Марс              | Des nouvelles de la planète Mars    | режисер, сценарист (з Жилем Маршаном) |

## Визнання
| Рік                                                 | Категорія                                                                | Фільм                                                       | Результат |
| --------------------------------------------------- | ------------------------------------------------------------------------ | ----------------------------------------------------------- | --------- |
| Міжнародний кінофестиваль у Чикаго                  |                                                                          |                                                             |           |
| 2000                                                | Ґран-прі Золотий Ґ'юґо за найкращий фільм                                | Гаррі — друг, який бажає вам добра                          | Перемога  |
| Каннський кінофестиваль                             |                                                                          |                                                             |           |
| 2000                                                | Золота пальмова гілка                                                    | Гаррі — друг, який бажає вам добра                          | Номінація |
| 2005                                                | Золота пальмова гілка                                                    | Лемінг                                                      | Номінація |
| Братиславський міжнародний кінофестиваль            |                                                                          |                                                             |           |
| 2000                                                | Ґран-прі                                                                 | Гаррі — друг, який бажає вам добра                          | Номінація |
| Європейська кіноакадемія                            |                                                                          |                                                             |           |
| 2000                                                | Найкращий сценарист                                                      | Гаррі — друг, який бажає вам добра (разом з Жилем Маршаном) | Номінація |
| Премія «Сезар»                                      |                                                                          |                                                             |           |
| 2001                                                | Найкращий фільм                                                          | Гаррі — друг, який бажає вам добра                          | Номінація |
| 2001                                                | Найкраща режисерська робота                                              | Гаррі — друг, який бажає вам добра                          | Перемога  |
| 2001                                                | Найкращий оригінальний або адаптований сценарій (разом з Жилем Маршаном) | Гаррі — друг, який бажає вам добра                          | Номінація |
| Премія BAFTA                                        |                                                                          |                                                             |           |
| 2001                                                | Найкращий неагломовний фільм                                             | Гаррі — друг, який бажає вам добра                          | Номінація |
| Міжнародний кінофестиваль у Сан-Дієго               |                                                                          |                                                             |           |
| 2001                                                | Найкращий фільм                                                          | Гаррі — друг, який бажає вам добра                          | Номінація |
| Каталонський міжнародний кінофестиваль у Сітжесі    |                                                                          |                                                             |           |
| 2005                                                | Найкращий фільм                                                          | Лемінг                                                      | Номінація |
| Королівське телевізійне товариство Великої Британії |                                                                          |                                                             |           |
| 2014                                                | Приз за найкращу музику та оригінальні назви                             | Тунель                                                      | Перемога  |
| Кришталевий глобус                                  |                                                                          |                                                             |           |
| 2014                                                | Приз за найкращий телевізійний фільм або телесеріал                      | Тунель (разом з Беном Річардсом)                            | Перемога  |

## Громадська позиція
У липні 2018 підтримав петицію Асоціації французьких кінорежисерів на захист ув'язненого у Росії українського режисера Олега Сенцова